# Кортелайнен, Йорма
Йо́рма Ко́ртелайнен (фин. Jorma Kortelainen; 17 декабря 1932 года, Пюхяселькя — 27 декабря 2012 года, Ювяскюля) — финский лыжник и гребец, призёр Олимпийских игр в лыжных гонках. Участник как летних, так и зимних Олимпийских игр.

## Карьера лыжника
На Олимпийских играх 1956 года в Кортина-д’Ампеццо, завоевал серебро в эстафетной гонке, в которой он бежал второй этап, и уйдя на свой этап на второй позиции, он сохранил второе место в борьбе со сборной Швеции. В индивидуальных гонках олимпийского турнира участия не принимал, участие в эстафетной гонке стало единственным в карьере Кортелайнена стартом на международном турнире в его лыжной карьере.
На чемпионатах Финляндии побеждал 5 раз, 1 раз в гонке на 15 км и 4 раза в эстафете.

## Карьера гребца
Кроме лыжных гонок Кортелайнен успешно занимался академической греблей
На Олимпийских играх 1960 года в Риме, участвовал в турнире одиночек, но не пробился в финал, выбыв в полуфинале.
Был участником чемпионата мира 1962 года и чемпионата Европы 1963 года, в классе одиночек, но особых успехов не добился став на них соответственно 8-м и 10-м.
На чемпионатах Финляндии побеждал 12 раз, 7 раз в классе одиночек и 5 раз в классе доек парных.
После завершения спортивной карьеры работал тренером по гребле.